# Hongarije op de Olympische Zomerspelen 1924
Hongarije nam deel aan de Olympische Zomerspelen 1924 in Parijs, Frankrijk. Vier jaar eerder waren de Hongaren niet uitgenodigd voor de Spelen vanwege diens rol in de Eerste Wereldoorlog.

## Medailleoverzicht
| Sport       | Olympiër | Discipline                 | Medaille |
| ----------- | --- | -------------------------- | -------- |
| Schermen    | Sándor Pósta | sabel (m)                  | Goud     |
| Schietsport | Gyula Halasy | trap (m)                   | Goud     |
| Atletiek    | Elemér Somfay | vijfkamp (m)               | Zilver   |
| Schermen    | Ödön Tersztyánszky Jenõ Uhlyárik József Rády Zoltán Schenker László Széchy László Berti János Garay Sándor Pósta | sabel team (m)             | Zilver   |
| Worstelen   | Lajos Keresztes                                                                                                  | -67,5kg Grieks-Romeins (m) | Zilver   |
| Schermen    | Zoltán Schenker Ödön Tersztyánszky László Berti István Lichteneckert Sándor Pósta                                | floret team (m)            | Brons    |
| Schermen    | János Garay | sabel (m)                  | Brons    |
| Worstelen   | Rajmund Badó | +82,5kg Grieks-Romeins (m) | Brons    |
| Zwemmen     | Károly Bartha | 100m rugslag (m)           | Brons    |

## Deelnemers en resultaten

### Atletiek
| Olympiër                                                    | Discipline            | Resultaat   | Prestatie                                                            |
| ----------------------------------------------------------- | --------------------- | ----------- | -------------------------------------------------------------------- |
| Ferenc Gerő                                                 | 100m (m)              | kwartfinale | serie 17: 1ste in 11,0 kwartfinale 4: 3de                            |
| Lajos Kurunczy                                              | 100m (m)              | kwartfinale | serie 5: 1ste in 11,4 kwartfinale 2: 5de in 11,0                     |
| László Muskát                                               | 100m (m)              | series      | serie 12: 5de                                                        |
| Gusztáv Rózsahegyi                                          | 100m (m)              | kwartfinale | serie 9: 2de in 11,3 kwartfinale 5: 5de                              |
| Ferenc Gerő                                                 | 200m (m)              | kwartfinale | serie 9: 2de kwartfinale 4: 4de in 22,4                              |
| Lajos Kurunczy                                              | 200m (m)              | kwartfinale | serie 12: 1ste in 22,6 kwartfinale 5: 3de                            |
| Lajos Kurunczy                                              | 400m (m)              | DNF         | serie 3: 2de in 52,6 kwartfinale: niet gestart                       |
| István Grósz                                                | 1500m (m)             | series      | serie 1: 5de                                                         |
| István Kultsár                                              | 5000m (m)             | series      | serie 2: 8ste                                                        |
| Pál Király                                                  | 10000m (m)            | DNF         | niet gefinisht                                                       |
| László Muskát                                               | 110m horden (m)       | series      | serie 8: 4de                                                         |
| Tibor Püspöki                                               | 110m horden (m)       | series      | serie 1: 5de                                                         |
| Ferenc Gerő Lajos Kurunczy László Muskát Gusztáv Rózsahegyi | 4x100m (m)            | 4e          | serie 3: 2de in 42,6 halve finale 2: 2de in 42,4 finale: 4de in 42,0 |
| Pál Király                                                  | marathon (m)          | DNF         | niet gefinisht                                                       |
| Antal Lovas                                                 | marathon (m)          | 28e         | 3:35.24,0                                                            |
| Mihály Fekete                                               | 10km snelwandelen (m) | DSQ         | serie 2: gediskwalificeerd                                           |
| Jenő Gáspár                                                 | hoogspringen (m)      | 5e          | kwalificatie groep 3: 1ste met 1,83m finale: 5de met 1,88m           |
| Pál Bedő                                                    | kogelstoten (m)       | 18e         | kwalificatie groep 3: 4de met 12,66m                                 |
| Kálmán Marvalits                                            | discuswerpen (m)      | 10e         | kwalificatie groep 2: 4de met 40,82m                                 |
| Sándor Toldi                                                | discuswerpen (m)      | 9e          | kwalificatie groep 1: 3de met 41,09m                                 |
| Lajos Csejthey                                              | speerwerpen (m)       | 9e          | kwalificatie groep 1: 5de met 54,86m                                 |
| Elemér Somfay                                               | vijfkamp (m)          | Zilver      | 16 punten                                                            |
| Elemér Somfay                                               | tienkamp (m)          | DNF         | niet gefinisht                                                       |

### Boksen
| Olympiër   | Discipline  | Resultaat | Prestatie                           |
| ---------- | ----------- | --------- | ----------------------------------- |
| Béla Lőwig | -61,2kg (m) | 17e       | 1ste ronde: V van BEL Genon: punten |

### Roeien
| Olympiër                                                               | Discipline      | Resultaat | Prestatie                                |
| ---------------------------------------------------------------------- | --------------- | --------- | ---------------------------------------- |
| Ervin Mórich Béla Szendey                                              | dubbel-twee (m) | 5e        | serie 1: 3de                             |
| Sándor Hautzinger Károly Koch István Szendeffy Zoltán Török Lajos Wick | vier-met (m)    | 7e        | serie 3: 2de in 7.13,8 herkansingen: 3de |

### Schermen
| Olympiër | Discipline      | Resultaat | Prestatie |
| --- | --------------- | --------- | --- |
| Zoltán Schenker                                                                                                  | floret (m)      | 37e       | 1ste ronde groep H: 4de met 1 overwinning |
| László Berti István Lichteneckert Sandor Posta Zoltan Schenker Ödön Tersztyanszky                                | floret team (m) | Brons     | 1ste ronde groep B: 2de met 1 overwinning kwartfinale 1: 2de met 2 overwinningen halve finale 2: 2de met 1 overwinning finale: 3de met 0 overwinningen    |
| János Garay | sabel (m)       | Brons     | 1ste ronde groep F: 3de met 3 overwinningen halve finale A: 3de met 6 overwinningen finale: 3de met 5 overwinningen                                       |
| Sándor Pósta | sabel (m)       | Goud      | 1ste ronde groep B: 2de met 4 overwinningen halve finale C: 2de met 6 overwinningen finale: 1ste met 5 overwinningen                                      |
| Zoltán Schenker                                                                                                  | sabel (m)       | 4e        | 1ste ronde groep C: 4de met 3 overwinningen halve finale B: 3de met 6 overwinningen finale: 4de met 4 overwinningen                                       |
| Ödön von Tersztyánszky                                                                                           | sabel (m)       | 13e       | 1ste ronde groep E: 2de met 6 overwinningen halve finale A: 5de met 4 overwinningen                                                                       |
| Ödön Tersztyánszky Jenõ Uhlyárik József Rády Zoltán Schenker László Széchy László Berti János Garay Sándor Pósta | sabel team (m)  | Zilver    | 1ste ronde groep D: 1ste met 1 overwinning kwartfinale 1: 1ste met 2 overwinningen halve finale 2: 1ste met 1 overwinning finale: 2de met 2 overwinningen |
| |                 |           | |
| Gizella Tary | floret (v)      | 6e        | 1ste ronde groep D: 3de met 3 overwinningen halve finale B: 3de met 3 overwinningen finale: 6de met 0 overwinningen                                       |

### Schietsport
| Olympiër                                                     | Discipline                       | Resultaat | Prestatie      |
| ------------------------------------------------------------ | -------------------------------- | --------- | -------------- |
| Sándor Prokopp                                               | 25m snelvuurpistool (m)          | 53e       | 7 punten       |
| Elemér Takács                                                | 25m snelvuurpistool (m)          | 47e       | 12 punten      |
| Rezső Velez                                                  | 25m snelvuurpistool (m)          | 30e       | 15 punten      |
| Elemér Takács                                                | 50m geweer (m)                   | 20e       | 387 punten     |
| Rezső Velez                                                  | 50m geweer (m)                   | 47e       | 372 punten     |
| Sándor Prokopp                                               | 600m vrij geweer (m)             | 55e       | 70 punten      |
| Elemér Takács                                                | 600m vrij geweer (m)             | 14e       | 84 punten      |
| Rezső Velez                                                  | 600m vrij geweer (m)             | 35e       | 79 punten      |
| Sándor Prokopp Elemér Takács Rezső Velez                     | vrij geweer team (m)             | DNF       | niet gefinisht |
| Sándor Lumniczer                                             | enkel schot lopend hert (m)      | 31e       | 20 punten      |
| Gusztáv Szomjas                                              | enkel schot lopend hert (m)      | 28e       | 24 punten      |
| Elemér Takács                                                | enkel schot lopend hert (m)      | 24e       | 27 punten      |
| Rezső Velez                                                  | enkel schot lopend hert (m)      | 10e       | 35 punten      |
| Sándor Lumniczer Gusztáv Szomjas Elemér Takács Rezső Velez   | enkel schot lopend hert team (m) | 6e        | 97 punten      |
| Gusztáv Szomjas                                              | dubbel schot lopend hert (m)     | 29e       | 28 punten      |
| Elemér Takács                                                | dubbel schot lopend hert (m)     | 25e       | 42 punten      |
| Rezső Velez                                                  | dubbel schot lopend hert (m)     | DNF       | niet gefinisht |
| Gyula Halasy                                                 | trap (m)                         | Goud      | 98 punten      |
| Sándor Lumniczer                                             | trap (m)                         | onbekend  |                |
| Gusztáv Szomjas                                              | trap (m)                         | 19e       | 90 punten      |
| László Szomjas                                               | trap (m)                         | 19e       | 90 punten      |
| Gyula Halasy Sándor Lumniczer Gusztáv Szomjas László Szomjas | trap team (m)                    | 10e       | 321 punten     |

### Tennis
| Olympiër                             | Discipline     | Resultaat | Prestatie |
| ------------------------------------ | -------------- | --------- | --- |
| Lajos Göncz                          | enkelspel (m)  | 33e       | 1ste ronde: vrij 2de ronde: V van FRA Lacoste: 0-6, 0-6, 1-6 |
| Béla von Kehrling                    | enkelspel (m)  | 9e        | 1ste ronde: vrij 2de ronde: W van ROU Roman: 6-1, 6-1, 6-2 3de ronde: W van SUI Aeschlimann: 4-6, 6-8, 7-5, 6-2, 6-3 4de ronde: V van USA Williams: 4-6, 6-3, 3-6, 6-4, 3-6 |
| Aurél von Kelemen                    | enkelspel (m)  | 65e       | 1ste ronde: V van DEN Tegner: 4-6, 1-6, 1-6 |
| Kálmán Kirchmayr                     | enkelspel (m)  | 65e       | 1ste ronde: V van SWE Wennergren: 6-8, 2-6, 4-6 |
| Lajos Göncz Kálmán Kirchmayr         | dubbelspel (m) | 33e       | 1ste ronde: V van USA Williams/Washburn: 1-6, 0-6, 0-6 |
| Béla von Kehrling Aurél von Kelemen  | dubbelspel (m) | 33e       | 1ste ronde: V van AUS Willard/Bayley: 8-6, 9-11, 6-3, 3-6, 2-6 |
|                                      |                |           | |
| Ilona Várady-Péter                   | enkelspel (v)  | 17e       | 1ste ronde: W van BEL Janssen: 6-4, 6-1 2de ronde: V van GBR Covell: 1-6, 3-6                                                                                               |
|                                      |                |           | |
| Aurél von Kelemen Ilona Várady-Péter | gemengddubbel  | 9e        | 1ste ronde: vrij 2de ronde: V van NED Bouman/Timmer: 4-6, 2-6 |

### Voetbal
| Olympiër | Discipline | Resultaat | Prestatie                                                 |
| --- | ---------- | --------- | --------------------------------------------------------- |
| János Biri Zoltán Blum József Braun József Eisenhoffer József Fogl Károly Fogl Dezső Grósz Béla Guttmann Árpád Hajós Ferenc Hirzer Rudolf Jeny Ferenc Kropacsek Gyula Mándi György Molnár Henrik Nádler Gábor Obitz Zoltán Opata György Orth József Takács Gyula Tóth Árpád Weisz Károly Zsák Vilmos Kertész | mannen     | 9e        | 1ste ronde: W van Polen: 5-0 2de ronde: V van Egypte: 0-3 |

### Waterpolo
| Olympiër | Discipline | Resultaat | Prestatie |
| --- | ---------- | --------- | --- |
| István Barta Tibor Fazekas Lajos Homonnai Márton Homonnai A. Ivády F. Kann Alajos Keseru Ferenc Keserű B. Nagy József Vértesy János Wenk | mannen     | 5e        | 1ste ronde: W van Groot-Brittannië: 7-6 kwartfinale: V van België: 2-3 bronzen kwartfinale: W van Tsjecho-Slowakije: 7-0 bronzen halve finale: V van Zweden: 1-4 |

### Wielersport
| Olympiër                     | Discipline  | Resultaat | Prestatie                                                                       |
| Baan                         | Baan        | Baan      | Baan                                                                            |
| ---------------------------- | ----------- | --------- | ------------------------------------------------------------------------------- |
| János Grimm                  | sprint (m)  | 10e       | serie 9: 3de 1ste ronde herkansingen: 1ste kwartfinale 3: 3de herkansingen: 3de |
| Ferenc Uhereczky             | sprint (m)  | 19e       | serie 8: 2de 1ste ronde herkansingen: 2de                                       |
| János Grimm Ferenc Uhereczky | tandem (m)  | 4e        | serie 1: 2de                                                                    |
| Weg                          |             |           |                                                                                 |
| Mihály Rusovszky             | tijdrit (m) | 51e       | 7:57.49,0                                                                       |
| Ferenc Steiner               | tijdrit (m) | 60e       | 8:42.14,4                                                                       |

### Worstelen
| Olympiër        | Discipline     | Resultaat      | Prestatie |
| Grieks-Romeins  | Grieks-Romeins | Grieks-Romeins | Grieks-Romeins |
| --------------- | -------------- | -------------- | --- |
| Armand Magyar   | -58kg (m)      | 5e             | 1ste ronde: W van SWE Östman 2de ronde: W van LAT Krievs 3de ronde: V van SWE Hansson 4de ronde: W van NED van Maaren 5de ronde: V van EST Pütsep                                  |
| József Tasnádi  | -58kg (m)      | 5e             | 1ste ronde: vrij 2de ronde: W van SWE Östman 3de ronde: W van NED van Maaren 4de ronde: V van SWE Hansson 5de ronde: V van FIN Ahlfors                                             |
| Jenő Németh     | -62kg (m)      | 18e            | 1ste ronde: V van SWE Svensson 2de ronde: V van EST Käpp |
| Ödön Radvány    | -62kg (m)      | 6e             | 1ste ronde: V van NOR Nord 2de ronde: W van NOR Egeberg 3de ronde: W van BEL Rottiers 4de ronde: W van EST Väli 5de ronde: V van SWE Malmberg                                      |
| Lajos Keresztes | -67kg (m)      | Zilver         | 1ste ronde: W van EGY Rahmy 2de ronde: W van ITA de Marchi 3de ronde: W van FIN Westerlund 4de ronde: W van LAT Ronis 5de ronde: W van DEN Frisenfeldt 6de ronde: V van FIN Friman |
| Mihály Matura   | -67kg (m)      | 5e             | 1ste ronde: W van AUT Sesta 2de ronde: W van FRA Parisel 3de ronde: W van SWE Borgström 4de ronde: V van EST Kusnets 5de ronde: V van FIN Friman                                   |
| Ferenc Györgyei | -75kg (m)      | 20e            | 1ste ronde: V van EST Steinberg 2de ronde: V van FRA Domas |
| Sándor Kónyi    | -75kg (m)      | 9e             | 1ste ronde: W van TCH Pštros 2de ronde: W van NOR Jahren 3de ronde: V van AUT Fischer 4de ronde: V van ITA Gorletti                                                                |
| István Dömény   | -82,5kg (m)    | 9e             | 1ste ronde: W van FRA Bonnefont 2de ronde: V van FIN Pellinen 3de ronde: V van EST Loo                                                                                             |
| Béla Varga      | -82,5kg (m)    | 6e             | 1ste ronde: W van ITA Ceccatelli 2de ronde: W van NED Muijs 3de ronde: V van FIN Wecksten 4de ronde: V van SWE Westergren                                                          |
| Rajmund Badó    | +82,5kg (m)    | Brons          | 1ste ronde: vrij 2de ronde: W van DEN Larsen 3de ronde: W van FRA Dame 4de ronde: W van LAT Polis 5de ronde: V van FRA Deglane                                                     |
| Ottó Szelky     | +82,5kg (m)    | 9e             | 1ste ronde: V van SWE Johansson 2de ronde: W van NED Sjouwerman 3de ronde: V van FRA Deglane                                                                                       |

### Zwemmen
| Olympiër        | Discipline          | Resultaat | Prestatie                                                                   |
| --------------- | ------------------- | --------- | --------------------------------------------------------------------------- |
| István Bárány   | 100m vrije slag (m) | 12e       | serie 6: 2de in 1.08,4 halve finale 1: 6de in 1.08,0                        |
| Károly Bartha   | 100m rugslag (m)    | Brons     | serie 2: 1ste in 1.18,0 halve finale 1: 3de in 1.19,0 finale: 3de in 1.17,8 |
| Zoltán Bitskey  | 200m schoolslag (m) | 10e       | serie 1: 3de in 3.05,4 halve finale 2: 5de in 3.09,2                        |
| Frigyes Hollósi | 200m schoolslag (m) | 7e        | serie 4: 2de in 1.06,4 halve finale 1: 4de in 3.05,6                        |
| Márton Sipos    | 200m schoolslag (m) | 16e       | serie 2: 3de in 1.09,8                                                      |
|                 |                     |           |                                                                             |
| Ella Molnár     | 200m schoolslag (v) | 9e        | serie 2: 4de in 3.39,8                                                      |

Argentinië · Australië · België · Brazilië · Brits-Indië · Bulgarije · Canada · Chili · Cuba · Denemarken · Ecuador · Egypte · Estland · Filipijnen · Finland · Frankrijk · Griekenland · Groot-Brittannië · Haïti · Hongarije · Ierland · Italië · Japan · Joegoslavië · Letland · Litouwen · Luxemburg · Mexico · Monaco · Nederland · Nieuw-Zeeland · Noorwegen · Oostenrijk · Polen · Portugal · Roemenië · Spanje · Tsjecho-Slowakije · Turkije · Uruguay · Verenigde Staten · Zuid-Afrika · Zweden · Zwitserland